# Mekarasih (Jatigede)
Mekarasih is een bestuurslaag in het regentschap Sumedang van de provincie West-Java, Indonesië. Mekarasih telt 1783 inwoners (volkstelling 2010).